# Tauro (cómic)
Tauro es el nombre de diferentes personajes de ficción que aparecen en los cómics estadounidenses publicados por Marvel Comics.

## Historial de publicaciones
La versión Cornelius Van Lunt de Tauro apareció por primera vez en Avengers # 72 y fue creada por Roy Thomas y Sal Buscema.

## Biografía del personaje ficticio

### Cornelius Van Lunt
Cornelius Van Lunt fue un empresario multimillonario y autor intelectual criminal profesional. También fue el fundador y financiador del cártel original del Zodiaco, eligió a sus otros once líderes y sucedió a Marcus Lassiter (el Aries original) como el líder general del Zodiaco. En la primera misión del Zodiaco, Tauro y el Zodiaco fueron convocados por Nick Fury (disfrazado de Escorpio). Tauro luchó contra los Vengadores y luego escapó. Como Van Lunt, intentó una toma hostil de Industrias Stark como parte de su plan para hacer de los Vengadores sus empleados. Como Van Lunt tuvo a los padres asesinados de Will Talltrees para ganar sus tierras. Se le opuso a Talltrees (como Lobo Rojo) y los Vengadores, y se creía que se había ahogado. Más tarde, el Zodiaco planeó matar a todos los residentes de Nueva York nacidos bajo el signo de Géminis con el arma Star-Blazer, pero fueron frustrados por los Vengadores. Tauro derrotó a una rebelión dentro del Zodiaco, pero fue capturado por los Vengadores junto con todos los demás líderes del Zodiaco, y su identidad secreta fue expuesta. Mientras estaba encarcelado, permitió que los Vengadores usaran su arma Star-Blazer contra el Star-Stalker.
Más tarde, Tauro intentó competir contra Maggia, que envió al Tauro del zodiaco androide a destruir su cuartel general. Contrató a Iron Man (James Rhodes), quien derrotó al androide Tauro. Van Lunt dedujo que la identidad de este Iron Man era Rhodes, y envió a Aries y Acuario en un intento fallido de asesinarlo. Tauro más tarde fue testigo de la masacre de todos los demás líderes humanos del Zodiaco por el Zodiaco androide de Escorpio. Ayudó a los Vengadores de la Costa Oeste a derrotar al zodíaco androide, escapó e intentó alistar a Shroud en un nuevo zodiaco. Tauro finalmente murió en un accidente aéreo a las afueras de Los Ángeles después de una batalla con el Caballero Luna.
Mucho más tarde se reveló que el arquetipo del Zodiaco era una Gran Rueda organizada por Leonardo da Vinci en 1961 que incluía a Nick Fury, Dum Dum Dugan, Jake Fury, Barón von Strucker, entre otros espías. Cada uno fue identificado por su propio signo del Zodíaco, y Van Lunt fue designado Tauro.

### Androide Tauro
Escorpio (Jake Fury) construyó a los miembros del zodiaco androide, aunque su plan fue frustrado por los Defensores. La Maggia empleó al androide Tauro para destruir la sede del Tauro humano; El androide Tauro fue derrotado por Iron Man. Quicksilver empleó el Zodiaco androide para atacar a los Vengadores de la Costa Oeste, pero los Vengadores derrotaron al Zodiaco.
Dirigido por Escorpio en un nuevo cuerpo androide, el Zodiaco androide masacró al Zodiaco humano y se hizo cargo de sus operaciones criminales. Lucharon contra los Vengadores de la costa oeste, pero quedaron inertes cuando fueron transportados a la dimensión de la Hermandad del Ankh.

### Tauro Eclíptico
Este Tauro era un toro humanoide que surgió de la isla Ryker por Escorpio. También era un matón ruidoso que se enoja fácilmente. Taurus fue muerto con el resto del Zodiaco por Arma X.

### Tauro de Thanos
El cuarto Tauro es un hombre sin nombre que fue reclutado para unirse a la encarnación del Zodiaco de Thanos. Él y los otros miembros del Zodiaco perecen cuando Thanos los abandona en el Helicarrier autodestructivo donde  Cáncer fue el único sobreviviente.

## Poderes y habilidades
Tauro llevaba un traje que diseñó, de tela elástica sintética y cuero, reforzado con kevlar. El disfraz venía con un casco blindado con cuernos construidos con un material duro desconocido, lo que los hacía armas formidables. Su estilo de pelea personal involucraba cargos como toros contra oponentes con sus cuernos bajos. También controla las armas de energía "Star-Blazer" del Zodiaco inventadas por Darren Bentley; Estos incluían la pistola Star-Blazer, que disparaba intensas explosiones de energía estelar, y el cañón Star-Blazer, que era una versión más grande y poderosa de la pistola. Cornelius van Lunt era un humano normal sin poderes sobrehumanos. Tenía un título en administración de empresas y era un hábil empresario, organizador y estratega. También fue un astrólogo aficionado con un amplio conocimiento de la astrología.
En su forma original, el Android Taurus tenía cuernos retráctiles montados en sus brazos y conectados a cables para poder disparar a los oponentes. También poseía sensores internos que le permitían detectar calor. En su segunda forma, el Android Taurus había mejorado su fuerza y era inmune a las explosiones de energía.
La versión eclíptica de Tauro tenía una fuerza sobrehumana y llevaba el dispositivo de teletransportación Zodiac.
El Tauro de Thanos lleva un traje especial que le dio Thanos que le permite poseer una súper fuerza y transformarse en una forma de minotauro.

## Otros medios
- Tauro aparece en The Avengers: United They Stand con la voz de Gerry Mendicino. Al igual que los otros miembros de Zodiac en este programa, Tauro es un extraterrestre basado en la constelación que lleva su nombre. En el episodio "Tierra y Fuego" Pt. 1. Tauro tiene la capacidad de tomar forma humana temporalmente y ha utilizado la identidad de Cornelius van Lunt.
- Tauro aparece en el episodio de Marvel Anime: Iron Man, "Un giro de la memoria, un giro de la mente". Esta versión es un robot parecido a un toro controlado por un conductor de autos discapacitados llamado Kawashima (expresado por Shuuhei Sakaguchi en la versión japonesa y por Roger Craig Smith en el Dub inglés). Mientras estaba en el hospital, Ho Yinsen se le acercó con una oferta que le permitirá caminar de nuevo. A cambio de mejoras cibernéticas para reemplazar sus piernas rotas, Kawashima tuvo que matar a Tony Stark. Cuando Iron Man estaba luchando contra Tauro, Wolverine lo salvó (quien estaba en Japón investigando A.I.M.) Cuando el robot Tauro comienza a tomar el control de Kawashima, Iron Man y Wolverine derrotan a Tauro y rescatan a Kawashima. Iron Man hace que Nanami Ota apure a Kawashima al Laboratorio 23.
- Tauro aparece en el episodio de Ultimate Spider-Man, "Solo para tu Ojo". Los soldados de infantería de Tauro se representan con máscaras de toro.